# عملیات آزادی بلندمدت – فیلیپین
عملیات بلندمدت آزادی – فیلیپین بخشی از عملیات آزادی بلندمدت و جنگ با تروریسم است که آمریکا با ۶۰۰ تکاور و نیروی هوائی دولت فلیپین در این جنگ علیه جبهه آزادی اسلامی مورو، ابوسیاف و جماعت اسلامی همکاری کردند.